# اندود فل گل
فَل گِل، اندودی است که در مناطق شمال کشور استفاده می‌شود و از ترکیب گل رس، آب و پوست خرد شدهٔ دانهٔ برنج حاصل می‌شود.

## تهیه و کاربرد
برای عمل آوری این اندود به خاطر اینکه در کارهای ظریف از آن استفاده می‌شود در ورز دادن دقت بیشتری به عمل می‌آید. رنگ این اندود قهوه‌ای مایل به خاکستری است و گاهی اوقات برای آنکه سفیدتر شود به آن خاکستر چوب ونمک اضافه می‌کنند.
در بعضی موارد این اندود را از گل رُسی که سفید رنگ و کمیاب است، می‌سازند که پس از خشک شدن اندود سفید جلوه می‌کند اندود سفید شلتوک گل را برای نما و داخل اتاق‌ها و اندود سالیانه نوروزی خانه‌ها مصرف می‌کنند و مخلوط قهوه‌ای رنگ را برای پشت بام خانه‌ها و نیز داخل ابنیه کم اهمیت تر استفاده می‌کنند.